# Warren Weir
Warren Weir (Parroquia de Trelawny, Jamaica; 31 de octubre de 1989) es un atleta jamaicano especializado en la prueba de los 200 metros, donde ha conseguido ser medallista de bronce olímpico en 2012 y subcampeón mundial en 2013.
Su mejor marca personal es 19,79 segundos establecida en el Estadio Nacional de Kingston, Jamaica, y repetida en Moscú en el Mundial de 2013. Entrena con Glen Mills del Racers Track Club, quien fue también entrenador de Usain Bolt y Yohan Blake.

## Carrera
Al comienzo de su carrera, Weir compitió en las carreras cortas y los 110 metros con vallas. Nacido en Trelawny Parish, corrió los 100 m y 200 m para Calabar High School en el Campeonato de secundaria de Jamaica. En los campeonatos juveniles de Jamaica 2007, estableció su mejor marca de 13,65 s obstáculos para el segundo lugar y estableció una carrera de 100 m mejor de 10,69 s. Fue finalista con vallas en los Campeonatos de Atletismo Panamericano Juvenil de 2007 y medallista de plata en los Juegos CARIFTA de 2008, donde también compartió en el relevo 4×100 metros la medalla de oro. En su primera aparición en el mundial, Weir llegó a las semifinales en el Campeonato del Mundo de Atletismo Júnior de 2008. Él compitió con moderación en sus primeros años como un senior, a pesar de que ha ejecutado marcas personales en los 100 m (10.50) y los 400 metros vallas (53.28) en 2009.

## Estadísticas

### Mejores marcas
- 100 metros: 10,02 s (2013)
- 200 metros: 19,79 s (2013)
- 400 metros: 46,10 s (2013)
- 110 metros con vallas (junior): 13,65 s (2007)
- 400 metros con vallas: 53,28 s (2009)